# Reftjarnarbunga
Reftjarnarbunga är en kulle i republiken Island. Den ligger i regionen Norðurland vestra, 160 km nordost om huvudstaden Reykjavík. Toppen på Reftjarnarbunga är 525 meter över havet, eller 63 meter över den omgivande terrängen. Bredden vid basen är 3,3 km.
Trakten runt Reftjarnarbunga är nära nog obefolkad, med mindre än två invånare per kvadratkilometer. Det finns inga samhällen i närheten.